# Sonatina pro trubku a klavír (Martinů)
Sonatina pro trubku a klavír, H. 357 je skladba Bohuslava Martinů dokončená v New Yorku 2. února 1956 vedle Sonatiny pro klarinet a klavír, H. 356, jež vznikla 20. ledna téhož roku. Obě tyto kompozice sloužily jako pomoc Martinů příteli Miloši Šafránkovi v tíživé finanční situaci, kdy však Martinů nemohl Šafránkovi přímo poslat peníze.
Ačkoliv se často můžeme setkat s názorem, že je tato Sonatina klasickým přednesem pro sólový nástroj trubku a klavír jako její doprovod, právě "doprovodný" klavír zde má tak propracovaný part, že spíše patří do kategorie komorní hudby, kam jej řadí i katalog skladeb Institutu Bohuslava Martinů.

## Dělení
Zatímco klarinetová Sonatina je dělena na tři věty, necelých 8 minut trvající trumpetová Sonatina je jednolitou skladbou, kterou však dělíme na následující části:
- Díl A - hlavní slavnostní téma
- Díl B - "pomalá část" se sordinou
- Díl A - stejně jako na začátku
- Díl C - symbolizující polka
- Díl D - závěrečný chorál, můžeme si všimnout podobnosti s Hindemitovým závěrečným chorálem v jeho Sonátě pro trubku.